# Shirout
Pour l’article ayant un titre homophone, voir Cheroot.
Un shirout ou shérout (en hébreu שֵירוּת, shérout) est, en Israël, un taxi collectif ou partagé.
C'est un système qui permet de se déplacer de ville en ville pour un prix très raisonnable (35 shékels, soit 8 €, pour le trajet de Jérusalem à Tel-Aviv, par exemple), le shirout ne partant qu'une fois rempli. Pour le prendre il suffit de se rendre dans n'importe quelle tah'ana merkazit (gare centrale). Dans certaines villes, il existe des lignes intérieures. Le shirout part du centre-ville, et se déplace dans toute la ville. Le voyageur peut demander l'arrêt au conducteur quand il le souhaite. Le tarif d'un voyage intérieur en shirout est en général de 6 Shékels la journée, et de 7 Shékels la nuit. 
Le shirout est un mini-bus muni de tout le confort nécessaire et parfaitement adapté au climat (climatisation individuelle, lumière, espace).
Chaque shirout a sa propre destination, il faut donc choisir celui qui va là où l'on veut aller.
On estime à une soixantaine le nombre de lignes desservies par un shirout, et de 100 000 à 300 000 le nombre de passagers transportés quotidiennement. Jusqu'en 2005, proposer un tel système de transport était illégal, puis des régularisations ont eu lieu, et le gouvernement souhaite en 2019 les intégrer au système de transport public.